# Carposina graminicolor
Carposina graminicolor là một loài bướm đêm thuộc họ Carposinidae. Nó là loài đặc hữu của Kauai, Oahu và Hawaii.
Ấu trùng ăn Osmanthus sandwicensis và Plectronia odorata.